# ABC (Vorwerk)
ABC war ein aus dem 13. Jahrhundert stammendes Vorwerk unweit der erzgebirgischen Bergstadt Freiberg in Sachsen, das vor allem als Getreidespeicher und später als Gaststätte genutzt wurde. Im Jahre 2000 wurde das leerstehende Gebäude, das an einem einst bedeutsamen Straßenknotenpunkt stand, abgerissen.